# Canal de Pommerœul à Condé

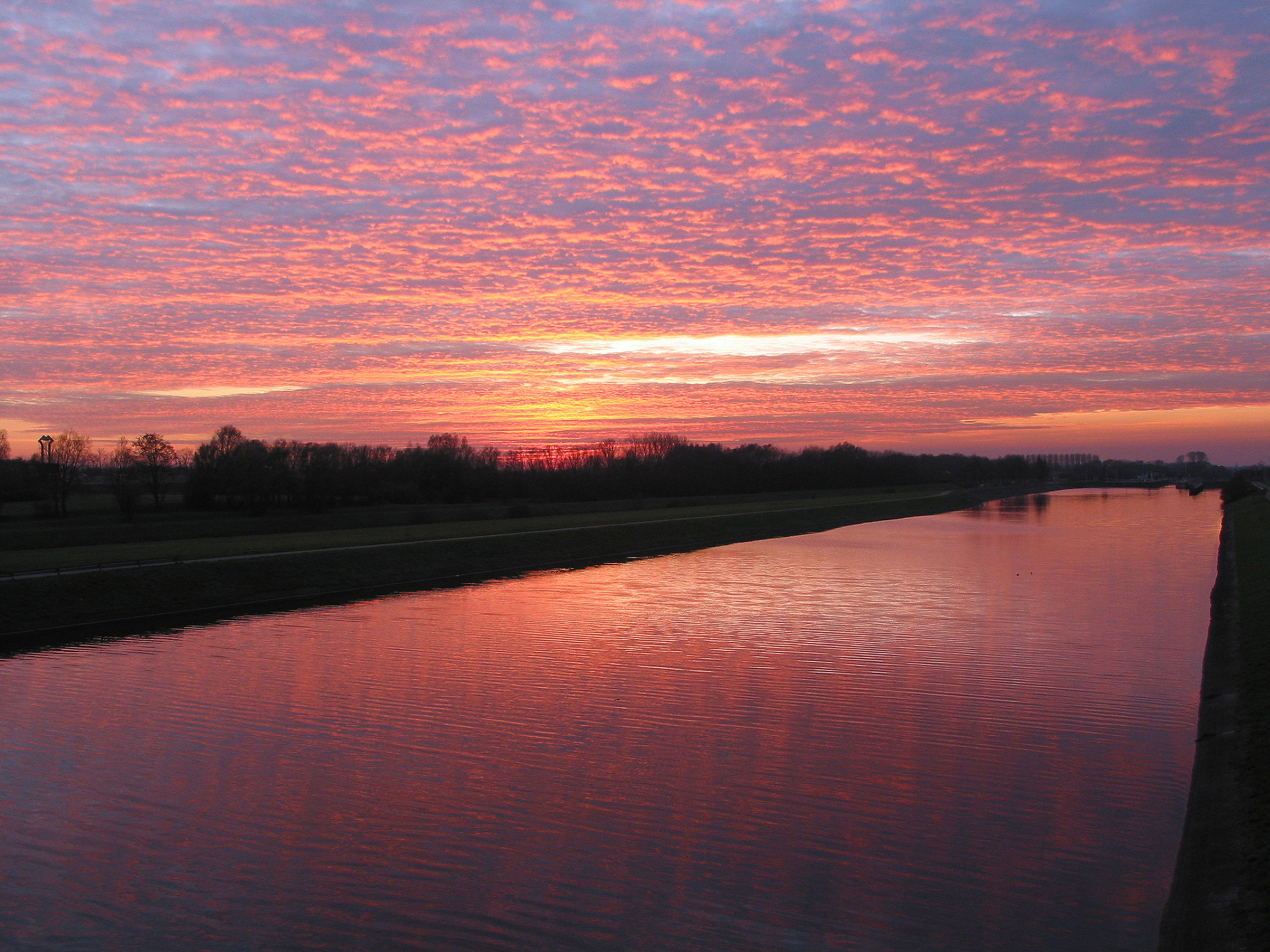
Der Kanal bei der Schleuse von Hensies

Der Canal de Pommerœul à Condé (deutsch: Pommerœul-Condé Kanal) ist der kanalisierte Unterlauf der Haine im Grenzgebiet zwischen Frankreich, Region Hauts-de-France, und Belgien, Region Wallonie.

## Verlauf
Er zweigt bei Pommerœul vom belgischen Canal Nimy-Blaton-Péronnes ab, dort ist auch die erste Schleuse, und strebt dem Unterlauf der Haine zu, auf den er auf dem Gebiet von Hensies einschwenkt, anfangs laufen beide nebeneinander, nach der zweiten und letzten Schleuse vereinigen sie sich und erreichen unmittelbar darauf bei Saint-Aybert die französische Grenze und münden nach einer Gesamtlänge von etwa 13 Kilometern zwischen den Orten Fresnes-sur-Escaut und Condé-sur-l’Escaut in die kanalisierte Schelde.
Er verläuft auf belgischer Seite durch den Naturpark Schelde-Ebenen (französisch Parc naturel Plaines de l’Escaut), auf französischer durch den Regionalen Naturpark Scarpe-Schelde (französisch Parc naturel régional Scarpe-Escaut),.

## Geschichte
Sein Bau wurde Anfang des 19. Jahrhunderts zur Regierungszeit Napoleons begonnen, 1817 wurde er in Betrieb genommen. Ursprünglich begann er bei der belgischen Stadt Mons und hieß daher damals Canal de Mons à Condé.
1823 bis 1826 wurde der Canal Pommerœul-Antoing gebaut (in den 1960ern ersetzt durch den größeren Canal Nimy-Blaton-Péronnes, siehe unten). Kohle aus dem Borinage (der Industrielandschaft rund um die Stadt Mons), die Richtung Schelde transportiert wurde, brauchte nun nicht mehr durch Frankreich verschifft zu werden.
Im Zuge der Kanal-Modernisierung in Belgien wurde er in den 1960er Jahren im Abschnitt Mons-Pommerœul durch den Canal Nimy-Blaton-Péronnes ersetzt, der für die Großschifffahrt dimensioniert wurde. Der französische Abschnitt wurde erst 1982 auf die Schiffsnorm Grand Gabarit umgebaut.
Im Jahr 1992 wurde der Kanal auf französischer Seite für die Schifffahrt gesperrt. Seitdem mussten Schiffe, die auf der kanalisierten Schelde kamen und Richtung Charleroi oder Brüssel weiterfahren wollten, einen Umweg von über 20 Kilometern fahren, es gab daher mehrfach Bestrebungen für eine Wiedereröffnung. Seit 2016 wurde der Kanal ausgebaut und am 30. November 2023 wiedereröffnet, die Kosten von 116 Mio. € teilten sich die Französische Republik, die Region Oberfrankreich, der Öffentlichkeitsservice der Wallonie und die EU. Bis zur Schließung war der Kanal für Schiffe bis 1350 t Fracht geeignet, seit der Wiedereröffnung ist er für solche mit 3000 t zugelassen.
Im Zuge eines Projekts namens Liaison Seine-Escaut (Verbindung Seine - Schelde) wurde der 107 Kilometer lange und 54 m breite Canal Seine-Nord Europe (SNE) beschlossen, die Fertigstellung ist für 2030 geplant.